# Gare de Zwaagwesteinde
La gare de Zwaagwesteinde (en néerlandais station Zwaagwesteinde) est une gare néerlandaise située à Zwaagwesteinde, dans la province de la Frise.

## Situation ferroviaire
La gare est située sur la ligne de Harlingen à Nieuweschans, traversant d'ouest en est les provinces néerlandaises de Frise et Groningue.

## Histoire
Les trains s'y arrêtent depuis 1885, mais la gare n'a d'existence officielle que depuis 1902.

## Service voyageurs
Les trains s'arrêtant à la gare de Zwaagwesteinde font partie du service assuré par Arriva reliant Leeuwarden à Groningue.